# Luk, Esbo
För andra betydelser, se Luk.
Luk [lu:k] (finska: Luukki) är en stadsdel i Esbo stad och hör administrativt till Norra Esbo storområde.
Helsingfors stad äger stora områden i Luk som används för friluftsändamål.
Luuk är ett gammalt namn på en gård som fanns på 1500-talet i Sötby. År 1601 nämns Lukas Sigfridsson som ägare till gården. Byns namn har däremot varierat: Smetzby (1540), Smedszby (1549), Sottby (1558), Söötheby (1566), Smedz by eller Soutteby (1575). Sötby verkar ta över namnet Smedsby på 1500-talet. Lantmäteristyrelsen gav år 1965 Luuk, alltså Sötby, det officiella namnet Luukki – Luk.